# Galumna aba
Galumna aba är en kvalsterart som beskrevs av Sandór Mahunka 1989. Galumna aba ingår i släktet Galumna och familjen Galumnidae. Inga underarter finns listade i Catalogue of Life.